# Мясоедов, Александр Иванович
Александр Иванович Мясоедов (1793—1860) — генерал-лейтенант, сенатор.

## Биография
Родился : 13 ноября 1793 года. В 1807 году был записан на службу подканцеляристом 5-го департамента Правительствующего Сената, с 1808 года – канцелярист Министерства юстиции, с 1810 года – сенатский регистратор.
С началом Отечественной войны 1812 года вступил в ополчение Тульской губернии, принимал участие во многих сражениях при изгнании Наполеона и последующих Заграничных походах. По окончании Наполеоновских войн остался служить в армейской кавалерии и в 1815 году получил свой первый офицерский чин. В 1826 году получил чин полковника.
Принимал участие в русско-турецкой войне 1828—1829 годов. В 1831 году сражался с восставшими поляками и был награждён польским знаком отличия за военное достоинство (Virtuti Militari) 3-й степени. С 13 декабря 1832 года генерал-майор; через год был начальником штаба Корпуса инженеров путей сообщения; 17 марта 1845 года произведён в генерал-лейтенанты. Был директором Николаевско-Измайловской военной богадельни.
19 апреля 1853 года назначен сенатором, сначала присутствовал во 2-м департаменте сената, а с 21 октября того же года был присутствующим в 7-м департаменте. С 1 января 1857 года был первоприсутствующим в 1-м отделении 6-го департамента. В 1859 году Мясоедов состоял членом Генерального суда в Москве над лицами, виновными в беспорядках и злоупотреблениях по снабжению войск, бывших в Крымской и Южной армиях разными предметами довольствия во время Крымской войны.
В мае 1860 года получил всемилостивейшее соизволение «на отпуск за границу для пользования минеральными водами в Германию и Францию», но 8 августа 1860 года скончался. Похоронен в Москве в соборе во имя Воздвижения креста Господня в Алексеевском женском монастыре.
Был женат на Екатерине Сергеевне Охлебининой (1820—25.10.1902), скончалась в Петербурге от воспаления легких, похоронена в Алексеевском монастыре в Москве. Их дочь Мария (01.05.1844—после 1917), была замужем за графом Д. М. Сольским.

## Награды
Среди прочих наград А. И. Мясоедов имел ордена:
- Орден Святого Станислава 1-й степени (7 апреля 1835 года)
- Орден Святого Георгия 4-й степени (29 ноября 1837 года, за беспорочную выслугу 25 лет в офицерских чинах, № 5525 по кавалерскому списку Григоровича — Степанова)
- Орден Святой Анны 1-й степени (25 марта 1839 года, императорская корона к этому ордену пожалована 16 апреля 1841 года)
- Орден Святого Владимира 2-й степени (21 апреля 1847 года)
- Орден Белого орла (3 апреля 1849 года)
- Орден Святого Александра Невского (26 августа 1856 года)